# Blokové schéma
Blokové schéma je funkční diagram, strukturovaný obraz (topologicko-geometrické znázornění) struktury systémů. Každý prvek blokového schéma je zpravidla černou skříňkou a obvykle jej zobrazujeme jako jednoduchý geometrický obrazec (čtverec, obdélník, trojúhelník, kruh atd.). Způsob spojení takovýchto prvků do jednoho komplexního systému bývá znázorňován šipkami, které udávají směr působení příslušných prvků na sebe, směr informačního toku od jednoho prvku systému k druhému.

## Užití
Blokové schéma je především užíváno v inženýrství, hardwarovém designu, elektrotechnice a softwarovém designu. Blokové schéma je typicky užíváno pro vyšší úroveň méně detailního popisu, který je určen k objasnění celkové koncepce bez starosti o podrobnostech implementace.
Porovnání blokového schéma se schematickým diagramem. Například u rádia se u blokového schéma neočekává zobrazení každého spojení nebo přepínače, kdežto u schematického diagramu ano. Schematický diagram rádia nezobrazuje délku každého drátu na tištěném spoji, kdežto dispoziční diagram ano.
Udělejme si porovnání s vytvářením mapy světa. Blokové schéma je podobné dálniční síti celého státu. Hlavní města (funkce) jsou uvedena, ale jejich silniční síť na úrovni městských cest nikoli. Při odstraňování problémů je tato vysoko úrovňová mapa užitečná k zúžení a izolaci místa, kde se tento problém může nacházet.
Blokové schéma spoléhá na principy černé skříňky, kde je obsah skryt proto, aby se vyhnulo rozptýlení údajů nebo proto, že detaily nejsou známy. Víme, co vstupuje dovnitř, víme, co vystupuje ven, ale nevíme, jak skříňka s údaji pracuje.
V elektrotechnice bude design často začínat na velmi vysoké úrovni blokového schéma. Jak bude design pokračovat, bude se blokové schéma stávat více a více podrobnějším a končit bude jako detailní blokové schéma, kde je každý blok možné jednoduše implementovat (na tomto místě se stává blokové schéma schematickým diagramem). Tento vývoj je znám jako koncepce od shora dolů. Geometrické tvary jsou často spojeny čarami, jako indikace asociace směru/pořadí průchodu. Obvykle jsou využívány v diagramu na podporu výkladu a objasnění významu procesu či modelu. Každé inženýrské odvětví má svůj vlastní význam pro daný tvar.
V řízení procesů, jsou blokové schémata použita ve vizuálních jazycích pro popis činností v komplexních systémech, ve kterých jsou bloky černé skříňky, představující matematické nebo logické operace, které se vyskytují v pořadí zleva doprava a odshora dolů. Nejsou zde fyzické jednotky jako procesory a relátka, které tyto operace provádějí. Je možné vytvořit takovéto schéma a implementovat funkčnost jednotlivých bloků s pomocí specializovaných programovatelných logických kontrolorů (PLC). Příkladem této implementace je například funkční blokové schéma, které je jedno z pěti programovacích jazyků definovaných ve třetí části standardu IEC 61131. Tento vysoce formalizovaný standard má striktní pravidla, jak má být schéma sestaveno. Přímé vedení je použito ke spojení vstupních proměnných do bloků, dále spojení od bloků do výstupních proměnných, či dalších funkčních bloků.